# Peliosanthes ophiopogonoides
Peliosanthes ophiopogonoides är en sparrisväxtart som beskrevs av Fa Tsuan Wang och Tang. Peliosanthes ophiopogonoides ingår i släktet Peliosanthes och familjen sparrisväxter. Inga underarter finns listade i Catalogue of Life.